# North American Charging Standard
L'estàndard de càrrega nord-americà (NACS), que s'està estandarditzant com a SAE J3400, és un sistema de connector de càrrega per a vehicles elèctrics (EV) desenvolupat per Tesla, Inc. Tots els vehicles Tesla del mercat nord-americà l'utilitzen des del 2021 i es va obrir per al seu ús per altres fabricants el novembre de 2022. És retrocompatible amb els connectors patentats de Tesla fabricats abans del 2021.
Entre maig de 2023 i febrer de 2024, gairebé tots els altres fabricants de vehicles han anunciat que els seus vehicles elèctrics a Amèrica del Nord estaran equipats amb el port de càrrega NACS, a partir del 2025. Diversos operadors de xarxes de càrrega de vehicles elèctrics  i fabricants d'equips també han anunciat plans per afegir connectors NACS.

## Rerefons
Després de les proves inicials que van permetre als vehicles elèctrics que no siguin de Tesla utilitzar estacions de Tesla Supercharger a Europa el desembre de 2019, Tesla va començar a provar un connector propietari " Magic Dock " de doble connector a ubicacions seleccionades de Supercharger nord-americans el març de 2023. Magic Dock permet que un EV es carregui amb un connector NACS o Combined Charging Standard (CCS) versió 1, que proporcionaria la capacitat tècnica per a gairebé tots els vehicles elèctrics amb bateria la possibilitat de carregar-se. Tot i que la majoria de les ubicacions nord-americanes de Tesla V3 Supercharger actualment ofereixen exclusivament connectors NACS (només 10 ubicacions admetien el CCS+NACS Magic Dock a juny de 2023, augmentant a 42 a finals d'any), s'espera que Tesla equipi. moltes estacions Supercharger nord-americanes amb els dos estàndards de connector després del 2023 com a solució temporal, en part per accedir a diversos milers de milions de dòlars de subvencions per a la construcció d'infraestructures disponibles del govern federal dels EUA per a estacions de recàrrega que inclouen els connectors CCS1 a mitjans de segle xx.

## Història
Tesla va desenvolupar un connector de càrrega patentat per al Tesla Model S el 2012 i el va utilitzar en tots els seus vehicles elèctrics posteriors: Model X, Model 3, Model Y i Cybertruck. Com a part de la seva estratègia empresarial, Tesla també va construir la xarxa Supercharger als Estats Units.
Com a part de la Llei d'infraestructura bipartidista aprovada el 2021, el govern dels EUA va anunciar que oferiria 7.500 milions de dòlars en subvencions federals per construir una xarxa nacional de carregadors ràpids almenys cada 50 milles al llarg de les principals carreteres dels Estats Units. Un dels requisits per accedir al finançament era que els carregadors havien de ser accessibles per diverses marques de cotxes elèctrics.
En resposta, el novembre de 2022, Tesla va suplantar el seu anterior connector de càrrega patentat, de vegades anomenat informalment estàndard de càrrega de Tesla, amb un nou "North American Charging Standard" (NACS) i va obrir l'estàndard per fer les especificacions disponibles per a altres fabricants de vehicles elèctrics. A diferència del connector propietari de Tesla que utilitza el bus CAN per comunicar-se, NACS utilitza el mateix protocol ISO 15118 que CCS, fent que qualsevol vehicle CCS sigui elèctricament compatible amb NACS. Només es necessita un simple adaptador de pas per fer que els vehicles CCS siguin compatibles amb NACS. D'altra banda, els vehicles Tesla construïts abans del 2021 són incompatibles amb CCS i requereixen una modificació de l'ECU per ser compatibles amb CCS. Tanmateix, la xarxa Tesla Supercharger segueix sent compatible amb l'estàndard propietari anterior.
Tesla va argumentar que el NACS hauria de convertir-se en el connector preferit perquè és més compacte, els vehicles de Tesla superen en nombre els vehicles equipats amb CCS per un marge de dos a un i la xarxa de superalimentació de Tesla té un 60% més de parades que totes les xarxes equipades amb CCS juntes. En aquell moment es va veure com un últim esforç per salvar el connector de Tesla.
El maig de 2023, Ford Motor Company es va convertir en el primer gran fabricant d'automòbils a anunciar que utilitzaria NACS amb els seus vehicles elèctrics. La companyia va anunciar que a partir del 2025, tots els nous vehicles elèctrics Ford tindran ports de càrrega NACS natius i a partir del 2024, els models anteriors es podran connectar als carregadors NACS mitjançant l'ús d'un adaptador NACS a CCS1. L'anunci de Ford va començar un canvi ràpid en la indústria, amb molts altres fabricants de vehicles fent anuncis similars entre maig i desembre de 2023.
L'adopció per part de gairebé tots els altres fabricants de vehicles elèctrics a Amèrica del Nord es considera un reconeixement que els Superchargers de Tesla eren els més fiables i més àmpliament disponibles, i que el disseny del connector era superior. També s'espera que sigui una font estable d'ingressos recurrents per a Tesla dels altres fabricants.
El 27 de juny de 2023, SAE International va anunciar que estandarditzaria el connector com a SAE J3400. L'agost de 2023, Tesla va emetre una llicència a Volex per construir connectors NACS. L'informe d'informació tècnica va ser publicat per SAE el 18 de desembre de 2023.
Després de l'adopció generalitzada del NACS per part de la indústria per part d'un gran nombre de fabricants d'automòbils al llarg del 2023, el govern dels EUA va declarar el suport públic a l'estàndard NACS el desembre del 2023. Com a resultat, l'Administració Federal d'Autopistes desenvoluparà regulacions detallades sobre com el nou connector NACS estàndard SAE s'adapta al programa de subvencions per a la construcció de la infraestructura de la xarxa de càrrega de 7.500 milions de dòlars.
El 30 d'abril de 2024, Tesla va acomiadar tot l'equip que gestionava la seva xarxa de càrrega.

## Descripció
El connector NACS pot suportar tant la càrrega de CA com la càrrega ràpida de CC.

### Especificacions tècniques
El connector NACS existeix en dues configuracions diferents, una que admet fins a 500 volts i una altra que admet fins a 1.000 volts i és retrocompatible amb la primera.
El NACS no especifica cap valor nominal de corrent màxim. Es permet qualsevol quantitat de corrent sempre que la temperatura de la interfície del connector no superi els 105 °C. Tesla afirma haver fet funcionar el connector a més de 900 amperes contínuament.
La versió actual 3 Tesla Supercharger pot oferir fins a 250 kW de potència, però aquest no és el màxim de què és capaç el connector NACS.
Quan s'utilitza l'alimentació de CA, el sistema NACS pot oferir fins a 80 amperes a 277 volts (un voltatge derivat d'una font d'alimentació comercial trifàsica a 480 volts). Tanmateix, en una configuració comuna, NACS proporciona fins a 48 amperes de corrent a 240 volts (la tensió residencial típica del sistema d'energia elèctrica de fase dividida nord-americà), és a dir, 11,5 kW.

### Funcionament
El connector NACS té un sol botó situat a la part superior central del mànec. Quan es prement el botó, s'emet un senyal UHF. Quan el connector està bloquejat al seu lloc, el senyal ordena al vehicle que retragui el pestell que manté el connector al seu lloc. Quan el connector no està bloquejat al seu lloc, el senyal ordena al vehicle proper que obri la porta que cobreix l'entrada.

### Disposició de terminals
El NACS utilitza un disseny de cinc pins: els dos pins principals s'utilitzen tant per a la càrrega de CA com per a la càrrega ràpida de CC:
1. El pin DC+/L1 proporciona el costat positiu de l'enllaç de tensió de CC o, quan s'utilitza CA, proporciona Line 1 en una connexió de fase dividida o l'única línia en una connexió monofàsica.
2. El pin DC-/L2 proporciona tant el costat negatiu de l'enllaç de tensió DC o, quan s'utilitza AC, pot servir com Line 2 en una connexió de fase dividida o com a neutre en una connexió monofàsica.
3. El pin G, o terra, proporciona una connexió entre la terra i el xassís del vehicle. El pin de terra també s'utilitza com a punt de referència per als senyals CP i PP i per mesurar l'aïllament dels sistemes elèctrics.
4. El pin CP, o Control Pilot, s'utilitza com a via de comunicació digital entre el sistema de càrrega i el vehicle. El pilot de control utilitza la modulació d'amplada de pols per comunicar l'estat de càrrega i el corrent d'acord amb la norma IEC 61851. La comunicació de la línia elèctrica es superposa a la línia pilot de control mentre es carrega en corrent continu.
5. El pin PP, o pilot de proximitat, porta un senyal de baixa tensió i s'utilitza per determinar l'estat del connector del vehicle. Quan es prement el botó de l'endoll per desbloquejar el connector, s'obre un interruptor del circuit del pilot de proximitat, aturant el flux d'electricitat.

L'ús del pin és el mateix que el connector SAE J1772 quan s'utilitza per a la càrrega de CA.